# 占美·楊格
占美·楊格（英語：Jamie Young，1985年8月25日—），是一名澳洲職業足球員，司職門將，現效力於澳職球會西部聯。
2014球季加盟獅吼，季初代替受傷的迪奧列托斯擔任正選，由於他的表現極不穩定，經常無故失位，令球隊季初失球屢屢，連累球隊多次輸波。不過其後表現回勇，表現漸趨穩定，在對西流的比賽中展示了他反應快的一面。